# The Inner Light
The Inner Light is een lied van de Britse popgroep The Beatles dat is geschreven door George Harrison. Het lied werd in 1968 wereldwijd uitgebracht als B-kant van de Lady Madonna-single en was daarmee het eerste lied op een Beatles-single dat niet door John Lennon en Paul McCartney geschreven was. The Inner Light is niet op een van de reguliere Beatlesalbums uitgebracht, maar is later wel verschenen op de compilatiealbums  Rarities en Past Masters, Volume Two. Het nummer is bovendien gebruikt op Love, waar het gemixt is met Here Comes the Sun, een andere compositie van Harrison.

## Achtergrond
De tekst van The Inner Light is gebaseerd op hoofdstuk 47 van het boek Tao Te Ching van de Chinese filosoof Laozi. Dit boek is een van de belangrijkste teksten van het taoïsme. George Harrison was in 1967 op deze tekst gewezen door de sanskriet-geleerde Juan Mascaró.

## Opnamen
Op 15 februari 1968 vlogen de vier Beatles naar India om te gaan studeren bij de Maharishi Mahesh Yogi. Omdat ze enkele maanden weg zouden blijven, werd er besloten een single uit te brengen in maart. Daarom namen The Beatles van 3 tot 11 februari vier nieuwe nummers op. Hiervan werden Lady Madonna en The Inner Light voor de nieuwe single gebruikt. De basis voor The Inner Light was echter al een maand eerder opgenomen door Harrison in Bombay, India. Harrison verbleef in januari 1968 in India omdat hem gevraagd was om de soundtrack te schrijven voor de film Wonderwall. De soundtrack werd opgenomen in India, waarbij gebruik werd gemaakt van lokale musici. Aan het einde van de sessies voor de soundtrack nam Harrison enkele nummers op die mogelijk door The Beatles gebruikt zouden kunnen worden. Hierdoor spelen The Beatles geen instrumenten op The Inner Light.
Op 6 februari nam Harrison in de Abbey Road Studios in Londen de zang voor het nummer op. Daarbij had hij volgens geluidstechnicus Jerry Boys wel aanmoediging van John Lennon en Paul McCartney nodig. Harrison was onzeker omdat de melodie van het lied buiten zijn normale bereik lag. De achtergrondzang voor het nummer werd op 8 februari opgenomen door Lennon en McCartney.

## Credits
- George Harrison - zang
- John Lennon - achtergrondzang
- Paul McCartney - achtergrondzang
- Sharad Gosh, Hanuman Jadev - shenai
- Hariprasad Chaurasia, SR Kenkare - fluit
- Ashish Khan: sarod
- Mahapurush Misra: tabla, pakavaj
- Rij Ram Desad: harmonium